# Tomas Högström
Björn Tomas Högström, född 10 februari 1954 i Sollefteå, är en svensk politiker (moderat), som var ordinarie riksdagsledamot 1994–2006 (även ersättare 1993).
Han började arbeta som konsult ett halvår senare på Rud Pedersen. Tidigare arbetade Högström som postiljon i Arboga.
Den 23 april 2008 blev han vald till Landstingsstyrelsens ordförande i Västmanland. Efter valet 2010 blev Tomas Högström oppositionsråd i Landstinget Västmanland.
Högström är gift med Elisabeth Unell sedan 1993 och paret har två döttrar tillsammans.